# Oldenburg (mecklenburgisches Adelsgeschlecht)
Oldenburg ist der Name eines alten bremischen Adelsgeschlechts. Es konnte sich auch nach Mecklenburg, Preußen, Livland und Dänemark ausbreiten und gelangte dort jeweils zu einigem Ansehen. Die Familie ist nicht zu verwechseln mit dem gleichnamigen Fürstengeschlecht Oldenburg, mit dem keine Stammesverwandtschaft besteht.

## Geschichte
Bremen

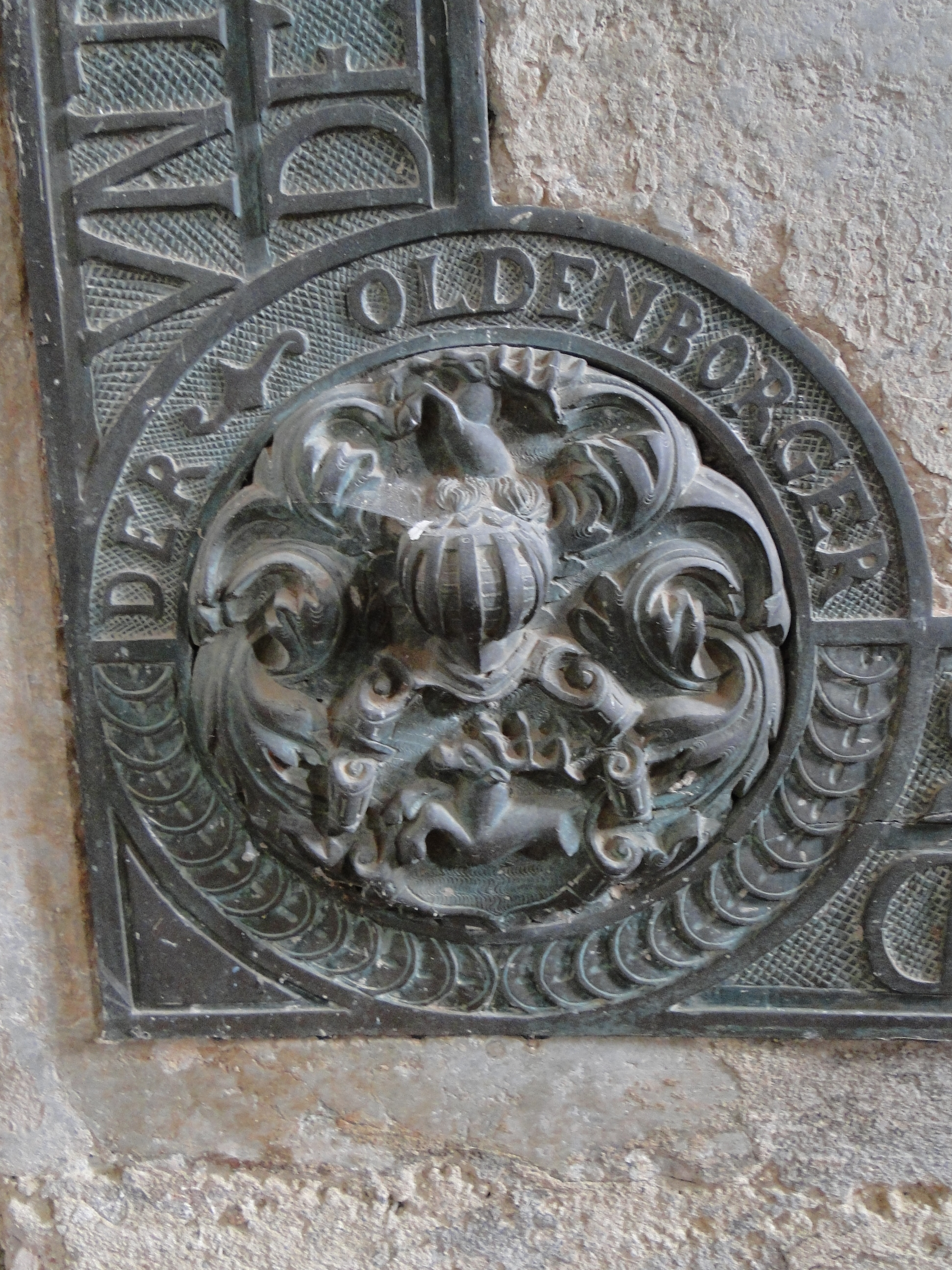
Wappen von Oldenburg auf einer Grabplatte in der Dorfkirche Woosten

Mit Gerhardus und Conradus de Oldenborg erscheint die Familie im Jahre 1247 zuerst urkundlich. Helmsen bei Lüneburg war von 1657 bis 1708 bei der Familie, noch 1704 besaß die Familie im bremischen das Gut Altluneberg.
Mecklenburg
Seit dem 1. Mai 1262 ist die Familie, welche mit Johannes und Wulvinghus von Oldenburg als Zeugen unter den Rittern des Herzogs Borwin III. in Rostock genannt wird, in Mecklenburg urkundlich nachweisbar. 1478 war die Familie auf Schwaan und ebenfalls im 15. Jahrhundert zu Vietgest grundgesessen. Weitere Stammgüter der von Oldenburg Gremmelin (1449) und Wattmannshagen im Amt Güstrow. Ferner besaßen sie Eickhorst, Glave (1635–1881), Federow (1698–1768), Knorrendorf (1760), Kötelln, Lehmhorst (Federow) (1758), Mierendorf, Schwartzendorf (vermutlich das heutige Schwarzenhof, Neukalen) (1758), Teschow, Tolzien (vermutlich heute Tolzin, Lalendorf) (1658), Woldzegarten und Zierhagen sowie pfandweise Möllenstorf (1755–1756).
1305 bezeugen die Ritter Luderus und Hartmann die Privilegien der Stadt Güstrow. Die Familie hat 1523 die Union der Landstände mit unterschrieben.
Von 1455 bis 1490 wurde Adele Ermigard (von) Oldenburg als Priorin im Nonnenkloster Dobbertin genannt. Joachim von Oldenburg (* 1551; † 1622) war mecklenburgisch-güstrower Geheimer Rat, Oberhofmarschall, ab 1610 Provisor und von 1612 bis 1622 Klosterhauptmann im Kloster Dobbertin. Im Einschreibebuch des Klosters Dobbertin befinden sich 13 Eintragungen von Töchtern der Familie von Oldenburg von 1696 bis 1907 aus Glave, Vietgest, Federow und Gremmelin zur Aufnahme in das dortige adelige Damenstift. Ein Bildwappen von Oldenburg befindet sich an der südlichen Gebetsloge auf der Nonnenempore und mehrere Wappenschilder mit anhängendem Ordensstern der Konventualinnen und Allianzwappen hängen an der Südwand in der Klosterkirche. Die Mecklenburgische Linie, welche noch gegenwärtig fortbesteht, hat mit Bernhard Vollrad Dietrich von Oldenburg (* 1744; † 1805) einen preußischen Generalmajor hervorgebracht. Von Mecklenburg aus kam die Familie im 17. Jahrhundert auch nach Ostfriesland und in das Herzogtum Bremen.
Preußen

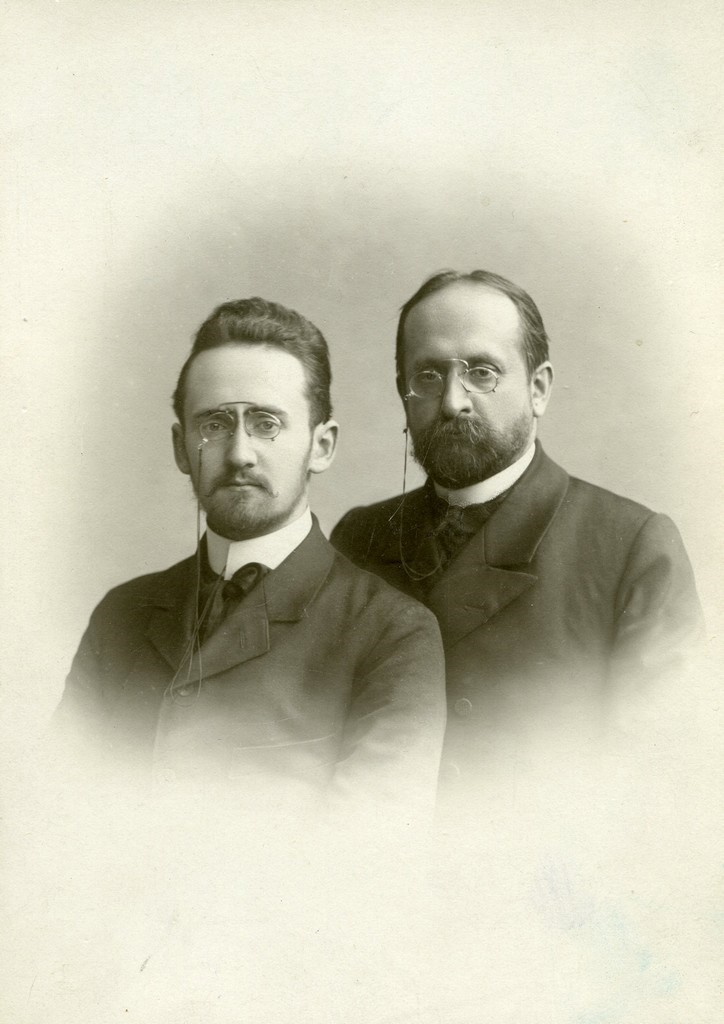
Die Brüder Sergej Fedorowitsch von Oldenburg (* 1863; † 1934) und Fedor Fedorowitsch von Oldenburg (* 1861; † 1914)

In Pommern konnten sich die Oldenburg zu Stüdnitz an der neumärkischen Grenze 1694 sesshaft machen. Besaßen später auch das ebenfalls im Kreis Dramburg gelegene Gut Saranzig (1745) und bei Demmin das Gut Kessin (1730). Aus dem Hause Stüdnitz stammte auch der preußische Generalmajor und Ritter des Ordens Pour le Mérite Georg Friedrich von Oldenburg (* 1694; † 1758).
Im 18. Jahrhundert verpflanzte sich die Familie nach Ostpreußen und erwarb dort einigen Grundbesitz. So zählten Astrawischken, Backelfeld, Beisleiden (1801–1945), Beydritten, Bokellen, Georgenthal, Glomslack, Kaltfließ, Katreynen, Mischen, Molwitten, Neustowischken, Perguschen, Perkuiken, Petrellen, Remerischken, Sandlauken, Strittkeim, Sudau, Wilhelminenhof, Wolla, Zielkeim und Zahlen zum Besitz dieser Linie. Aus Beisleiden und Beydritten konnte die Familie um 1815 je einen Landschaftsrat stellen. Generallandschaftsrat und Erbherr auf Beisleiden, Ludwig von Oldenburg (* 1778; † 1843), war erster Landrat des Kreises Preußisch Eylau. 1857 vereinigte Botho von Oldenburg beide Güter in seiner Hand.
Livland
Hans von Oldenburg, Kommandant der Festung Padis musste diese im Livländischen Krieg 1576 an die Russen übergeben.
Der russische Major und Erbherr auf Selting im Kirchspiel Smilten, Friedrich Ernst von Oldenburg (* 1742; † nach 1800), dessen filiationsmäßiger Anschluss an die Familie bisher unbekannt, seine dahingehende Angehörigkeit jedoch unbezweifelt ist, wurde am 12. Januar 1797 bei der Livländischen Ritterschaft (Nr. 276) immatrikuliert. Sein jüngster Sohn Friedrich Gustav von Oldenburg (* 1791) war russischer Generalleutnant, dessen Sohn Friedrich Otto von Oldenburg (* 1827) war russischer Generalmajor. Fedor Fedorowitsch von Oldenburg (* 1861; † 1914) des letztgenannten Sohn, war ein namhafter Pädagoge in Twer, sein jüngerer Bruder Sergej Fedorowitsch von Oldenburg (* 1863; † 1934), russischer Wirklicher Staatsrat und Orientalist. Seine Enkeltochter Zoé von Oldenburg (* 1916; † 2002), wurde in Frankreich Malerin, Historikerin und prämierte Schriftstellerin. Mit ihr ist diese Linie ist erloschen.
Dänemark
Nach Dänemark kam die Familie zuerst mit dem Oberstleutnant Adam Christopher Oldenburg, der 1718 in dänische Dienste trat. Dessen Enkel war der königlich dänische Generalmajor Adam Christopher Oldenburg (* 1736; † 1803). Dessen Sohn, der Kammerherr und Kollegiendeputierter im Generalzollkammer- und Kommerzkollegium Frederik Oldenburg (* 1767; † 1848), stiftet nach Aufnahme in den dänischen Adel am 22. Juli 1822 die dänische Linie des Geschlechts, die noch heute in Dänemark blüht.

## Wappen
Das Stammwappen zeigt in Blau einen wachsenden silbernen Hirschrumpf. Auf dem gekrönten Helm mit blau-silbernen Decken der Hirschrumpf wachsend.

## Angehörige
- Joachim von Oldenburg (1551–1622), deutscher Jurist und Hofbeamter
- Georg Friedrich von Oldenburg (1694–1758), preußischer Generalmajor, 1757 Inhaber des Infanterieregiments Nr. 52 und 1758 des Infanterieregiments Nr. 9
- Johann Heinrich von Oldenburg, preußischer Major, 1778–1779 Inhaber des 1. Stehenden Grenadier-Bataillons
- Julius Rudolf Christof von Oldenburg (* 1735), preußischer Offizier, 1786 Träger des Ordens Pour le Mérite
- Adam Christopher Oldenburg (1736–1803), dänischer Generalmajor
- Bernhard Vollrad Dietrich von Oldenburg (1744–1805), preußischer Generalmajor, 1800–1805 Inhaber des Infanterieregiments Nr. 31
- Frederik Oldenburg (1767–1848), dänischer Kammerherr und Kollegiendeputierter im Generalzollkammer- und Kommerzkollegium
- Ludwig von Oldenburg (1778–1843), 1818 preußischer Landrat des Kreises Preußisch-Eylau
- Friedrich Gustav von Oldenburg (* 1791), russischer Generalleutnant
- Botho von Oldenburg (1814–1888), preußischer Großagrarier und Politiker
- Friedrich Otto von Oldenburg (* 1827), russischer Generalmajor
- Elard von Oldenburg-Januschau (1855–1937), deutscher Großagrarier, Lobbyist und Reichstagsabgeordneter
- Sergej Fedorowitsch von Oldenburg (1863–1934), russischer Orientalist
- Adolf von Oldenburg (* 1898), deutscher Sozialdemokrat, Abgeordneter im Landtag von Schleswig-Holstein
- Zoé von Oldenburg (1916–2002), französische Malerin, Historikerin und Schriftstellerin